# PcrA
 (engl. plasmid copy reduced) je helikaza koja je originalno otkrivena u testiranju hromozomski kodiranih gena koji utiču na plazmidnu replikaciju u Gram-pozitivnom patogenu Staphylococcus aureus.

## Biološke funkcije
Genetičke i biohemijske studije su pokazale da su helikaze esencijalne za plazmidnu replikaciju i popravku oštećenja DNK uzrokovanog izlaganjem ultraljubičastoj radijaciji. One katalizuju odplitanje dvolančane plazmidne DNK koja je bila oštećena na mestu replikacionog početka. Genetičke i biohemijske studije su takođe pokazale da helikaze doprinose preživljavanju ćelija regulacijom nivoa RecA posredovane rekombinacije Gram-pozitivnih bakterija.

## Literatura
1. Iordanescu S. Characterization of the Staphylococcus aureus chromosomal gene pcrA, identified by mutations affecting plasmid pT181 replication. Mol Gen Genet. 1993 Oct;241(1-2):185-92.
2. Petit MA, Dervyn E, Rose M, Entian KD, McGovern S, Ehrlich SD, Bruand C. PcrA is an essential DNA helicase of Bacillus subtilis fulfilling functions both in repair and rolling-circle replication. Mol Microbiol. 1998 Jul;29(1):261-73.
3. Petit MA, Ehrlich D. Essential bacterial helicases that counteract the toxicity of recombination proteins. EMBO J. 2002 Jun 17;21(12):3137-47.
4. Chang TL, Naqvi A, Anand SP, Kramer MG, Munshi R, Khan SA. Biochemical characterization of the Staphylococcus aureus PcrA helicase and its role in plasmid rolling circle replication. J Biol Chem. 2002 Nov 29;277(48):45880-6. Epub 2002 Sep 19.
5. Anand SP, Zheng H, Bianco PR, Leuba SH, Khan SA. DNA helicase activity of PcrA is not required for the displacement of RecA protein from DNA or inhibition of RecA-mediated strand exchange. J Bacteriol. 2007 Jun;189(12):4502-9. Epub 2007 Apr 20.
6. Soultanas P, Dillingham MS, Papadopoulos F, Phillips SE, Thomas CD, Wigley DB. Plasmid replication initiator protein RepD increases the processivity of PcrA DNA helicase. Nucleic Acids Res. 1999 Mar 15;27(6):1421-8.
7. Velankar SS, Soultanas P, Dillingham MS, Subramanya HS, Wigley DB. Crystal structures of complexes of PcrA DNA helicase with a DNA substrate indicate an inchworm mechanism. Cell. 1999 Apr 2;97(1):75-84.